# Jean-Baptiste Gastinne
Jean-Baptiste Gastinne, né le 2 juin 1967 à Paris, est un enseignant et homme politique français. Il est maire du Havre de 2019 à 2020.

## Biographie

### Carrière professionnelle
Titulaire de l'agrégation d’histoire, il enseigne au collège Jacques-Monod du Havre de 1993 à 1994 puis au collège Raoul-Dufy entre 1994 et 2010. Il enseigne depuis 2010 au lycée François-Ier du Havre. En 2019, il interrompt son activité professionnelle après son élection comme maire du Havre .
En 2008, il devient docteur en histoire de l’université Paris IV Sorbonne.

### Parcours politique
Il est adhérent à l’UMP puis aux Républicains depuis 2002. Entre 2002 et 2016, il est adhérent du Forum des Républicains Sociaux devenu Parti Chrétien Démocrate.
En 2008, il est élu au conseil municipal du Havre sur la liste menée par Antoine Rufenacht qui le nomme conseiller municipal délégué au sport. En 2010, il est élu conseiller régional de la région Haute-Normandie sur la liste de Bruno Le Maire.
En 2011, il devient adjoint au maire du Havre, Édouard Philippe, chargé du développement territorial. En 2014, il est élu vice-président de la Communauté de l'agglomération havraise puis de la Communauté urbaine Le Havre Seine Métropole chargé du développement économique, du tourisme et de l’enseignement supérieur.
Lors des élections régionales de 2015 en Normandie, il est élu sur la liste d’Hervé Morin qui le nomme vice-président de la Région chargé des transports, des ports et de la Vallée de la Seine.
Le 30 mars 2019, après la démission du maire du Havre Luc Lemonnier, remplaçant d'Édouard Philippe devenu Premier ministre, il est élu maire en conseil municipal extraordinaire.
Le 4 avril 2019, il est élu président de la communauté urbaine Le Havre Seine Métropole.
À la suite des élections municipales de 2020 et du retour d'Édouard Philippe au Havre, Jean-Baptiste Gastinne lui laisse son poste de maire et devient son premier adjoint.
Il quitte Les Républicains en 2022, à la suite de l’élection d’Éric Ciotti à la tête du parti.

## Distinctions
- Chevalier de la Légion d'honneur (2022).

Jean-Baptiste Gastinne s'est vu remettre des mains d'Édouard Philippe, maire du Havre, l'insigne de chevalier de la Légion d'honneur le 10 décembre 2022.

## Ouvrages
Jean-Baptiste Gastinne est co-auteur et auteur de deux ouvrages sur l’histoire du Havre :
- Avec Hervé Chabannes et Dominique Rouet, La Première Histoire du Havre, Les Mémoires de Guillaume de Marceilles, Nolléval, L’Écho des vagues, 1er mars 2012, 239 p. (ISBN 978-2-918616-15-3)
- Le Havre 1517-1789, Histoire d’une identité urbaine, Mont-Saint-Aignan, Presses universitaires de Rouen et du Havre, 1er mars 2016, 696 p. (ISBN 979-10-240-0563-8)

ainsi que de :
- Le Havre. À vivre et à aimer, Nolléval, L'Écho des vagues, 2021, 84 p. (ISBN 978-2918616542)